# Frederik Backaert
Frederik Backaert (Gand, 13 marzo 1990) è un ex ciclista su strada belga, professionista dal 2014 al 2021.

## Palmarès
- 2008 (Juniores)

3ª tappa Ster der Vlaamse Ardennen
- 2012 (United)

5ª tappa Tour de Liège (Seraing > Seraing)
Grand Prix de Momignies
- 2013 (EFC-Omega Pharma-Quick-Step, cinque vittorie)

GP de l'Administration Communale
2ª tappa Tour de Liège (Waremme > Waremme)
5ª tappa Tour de Liège (Seraing > Seraing)
1ª tappa Trois Jours de Cherbourg (Cherbourg > La Glacerie)
Classifica generale Trois Jours de Cherbourg
- 2016 (Wanty-Gobert, una vittoria)

7ª tappa Österreich-Rundfahrt (Bad Tatzmannsdorf > Vienna)

### Altri successi
- 2016 (Wanty-Gobert)

Classifica a punti Österreich-Rundfahrt

## Piazzamenti

### Grandi Giri
- Tour de France

2017: 132º
2019: 120º

### Classiche monumento
- Giro delle Fiandre

2015: 133º
2016: 49º
2017: 39º
2018: 38º
2019: 65º
2020: ritirato
2021: 102º
- Parigi-Roubaix

2015: 25º
2016: 22º
2017: ritirato
2019: 26º